# Kommissionär
Med kommissionär avses en fysisk eller juridisk person som i eget namn men för en annan persons räkning köper eller säljer varor och tjänster. Vanliga exempel på kommissionärer är auktionsfirmor som på uppdrag säljer föremål på auktion, e-handlare som köper varor åt konsumenter genom s.k. dropshipping och fondkommissionärer som handlar med värdepapper för sina uppdragsgivares räkning.
En person som ger i uppdrag åt en kommissionär att handla för dennes räkning kallas kommittent. En kommissionär som agerar i egenskap av företagare kallas för handelskommissionär.

## Kommissionförhållandet
För att ett affärsförhållande ska anses utgöra kommission krävs enligt kommissionslagen att följande fem kriterier är uppfyllda:
1. Det ska föreligga ett uppdrag.
2. Uppdraget ska utföras för annans räkning.
3. Uppdraget ska utföras i eget namn.
4. Uppdraget ska gälla försäljning eller köp.
5. Objektet ska vara varor, värdepapper eller annan lös egendom.

### Uppdrag
Innebörden av att det ska föreligga ett uppdrag är att det inte är kommission om en person handlar för annans räkning på eget bevåg. Om någon som normalt sysslar med kommission yrkesmässigt i ett enskilt fall genomför en transaktion för en tidigare kunds räkning men utan att det aktuella avtalet kan anses föranlett av något uppdrag från kunden, torde enligt förarbetet inte kommissionslagen vara tillämplig. Vilka förpliktelser som uppkommer mellan ”kommissionären” och huvudmannen bedöms då utifrån de regler som gäller i allmänhet vid handlande utan uppdrag.

### För annans räkning
Uttrycket ”för annans räkning” betyder enligt kommissionslagens förarbeten att huvudmannen skall ha ett verkligt intresse av försäljningen till, respektive köpet från, tredje man. Vid försäljningskommission är de väsentligaste faktorerna enligt förarbetet dels om kommissionären har rätt att returnera gods som inte kunnat säljas samt risken för att huvudmannen verkligen får godset i retur, dels huvudmannens intresse av vilka villkor – främst vilket pris – mellanmannen lyckas uppnå vid försäljningen till tredje man. Vid inköpskommission är de väsentligaste faktorerna vid sammanvägningen dels om huvudmannen har rätt att avvisa ett köp som mellanmannen gjort samt risken för att detta sker, dels mellanmannens rätt att själv överta gods som köpts in till huvudmannen samt risken för att detta sker, dels huvudmannens intresse av vilka villkor, främst vilket pris, som mellanmannen lyckas uppnå vid inköpet från tredje man.
Av rättspraxis framgår att om kommissionären måste överta varor som han inte kan avsätta till tredje man är det inte är fråga om kommission utan om överlåtelse i fast räkning.

### I eget namn
För att det ska vara fråga om kommission i juridisk mening måste kommissionären vidare ha handlat i eget namn.  I kommissionslagens förarbeten anges att uppdragstagaren handlar i eget namn när han vid förhandlingarna med tredje man antingen helt förtiger att han handlar för annans räkning eller gör klart för tredje man att denne enbart ska ha med uppdragstagaren att göra.
Rättsförhållandet mellan huvudmannen, mellanmannen och tredje man blir ett helt annat vid kommission än när mellanmannen handlar i huvudmannens namn. Vid avtal i eget namn blir mellanmannen avtalspart och ansvarig för fullgörelsen, vid avtal i huvudmannens namn blir denne själv istället förpliktad. Eftersom en mellanman som krävs på fullgörelse kan försöka freda sig genom att påstå att han handlade i huvudmannens namn finns ett särskilt beviskrav som anger att kommissionären då måste visa att han inte handlat i eget namn. Om B skulle sälja A:s telefon till tredje man i eget namn är B en kommissionär.

### Försäljning eller köp
Det är endast kommission om uppdraget gäller köp eller försäljning. Som exempel på när kommissionslagen av den anledningen inte blir tillämplig nämndes i förarbetena till kommissionslagen att en speditör transporterar gods åt någon annan genom att ingå fraktavtal för annans räkning men i eget namn.  Inte heller förmedling av finansiella instrument som emitteras utgör kommission.

### Lös egendom
Begreppet lös egendom omfattar alla förmögenhetsrättigheter som inte är att hänföra till fast egendom. Lös egendom är således tillgångar av högst skiftande art: lösa saker (lösöre), byggnader på annans mark, arrende och hyresrätter, andra nyttjanderätter, panträtter, löpande skuldebrev, aktier och andra värdepapper, enkla fordringar, immaterialrätter m.m. Mäklare av tomter och mark (se fastighetsmäklare) kan däremot aldrig anses ha handlat i kommission.